# Blackburneus consonus
Blackburneus consonus är en skalbaggsart som beskrevs av S. Endrödi 1967. Blackburneus consonus ingår i släktet Blackburneus och familjen Aphodiidae. Inga underarter finns listade.